# Mycalesis dexamenus
Mycalesis dexamenus är en fjärilsart som beskrevs av William Chapman Hewitson 1862. Mycalesis dexamenus ingår i släktet Mycalesis och familjen praktfjärilar. Inga underarter finns listade i Catalogue of Life.